# Willem Elsschot

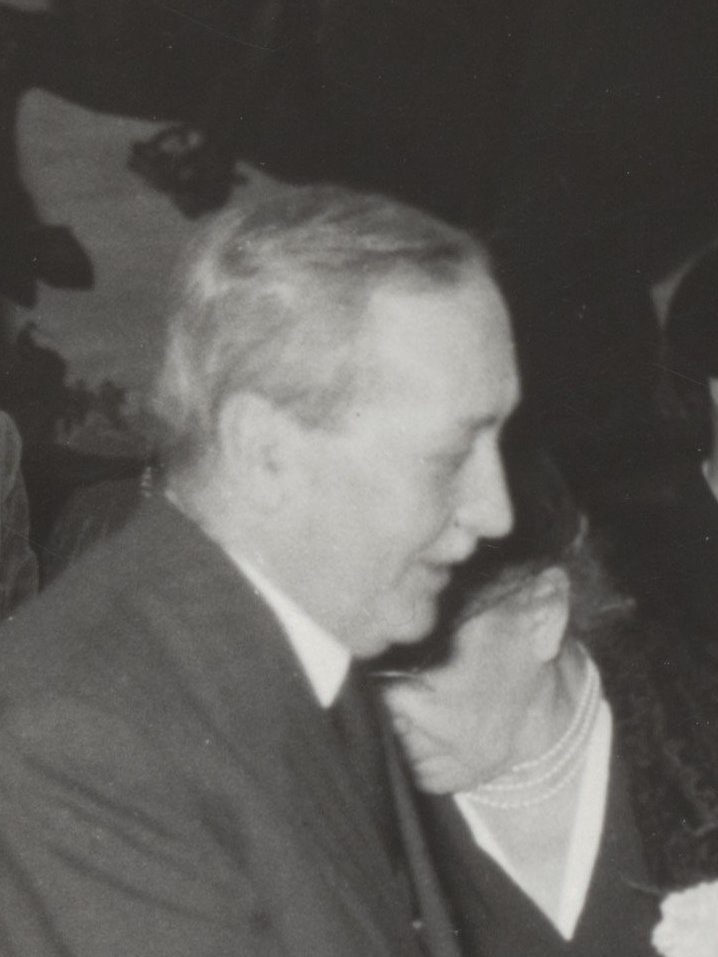
Willem Elsschot (1951)

Willem Elsschot, Pseudonym für Alphonsus Josephus de Ridder, (* 7. Mai 1882 in Antwerpen; † 31. Mai 1960 ebenda) war ein flämischer Schriftsteller.

## Leben
Elsschot studierte in seiner belgischen Geburtsstadt auf Anraten seines älteren Bruders Wirtschaftswissenschaften. Danach arbeitete er in Paris, Rotterdam und Brüssel, wo er mit zwei Mitstreitern die Revue Continentale Illustrée gründete. 1914 kehrte er nach Antwerpen zurück, wo er eine eigene Werbeagentur betrieb.
Elsschots Erfahrungen im Werbefach inspirierten ihn zu seinem Roman Lijmen (1924, zu Deutsch 'auf den Leim locken'), in dem die dubiosen Praktiken eines Werbekaufmanns aufs Korn genommen werden. Der gewissenlose Boorman bewegt mit vielversprechenden Geschichten arglose Kleinhändler dazu, in der Algemeen Wereldtijdschrift (Allgemeinen Weltzeitschrift) zu inserieren, und bürdet seinen Kunden dann große Mengen der Zeitschrift auf, die in Riesenauflagen, aber nur für die Inserenten gedruckt wird. Der Roman gilt mit seinem knappen, schonungslosen und an Zynismus grenzenden Stil als ein Höhepunkt der städtischen flämischen Romanliteratur. Er gehört zur Stilrichtung der Neuen Sachlichkeit. Das Buch wurde zusammen mit dem Folgeroman Het been (deutsch: das Bein) 2000 von Robbe de Hert verfilmt.
Neben zum Teil autobiographischen Romanen wie Villa des Roses (1913) und Tsjip (1934) schrieb Elsschot auch zwei namhafte Novellen: Kaas (1933) erzählt die desillusionierende Geschichte eines kleinen Büroangestellten, Laarmans, der mit der Gründung eines Käsehandels gesellschaftlich aufsteigen will. Das Buch wurde erstmals 1952 in deutscher Übersetzung unter dem Titel Kaas (Diederichs, Düsseldorf-Köln), 2005 nochmals als Käse (Unionsverlag, Zürich) veröffentlicht. In Het dwaallicht (1946, zu Deutsch: das Irrlicht) begibt sich der Ich-Erzähler mit drei Matrosen im nächtlichen Antwerpen auf die Suche nach einem Mädchen namens Maria. Das Buch wurde 1948 mit dem belgischen Staatspreis ausgezeichnet und ist 2009 unter dem Titel Maria in der Hafenkneipe auf Deutsch erschienen.
Außer seinen Prosawerken schrieb Elsschot ein Gedichtband Verzen van vroeger (1934, deutsch: Verse von früher), der in einem rebellischen und bitteren Ton unter anderem Motive wie Mutter und Ehe behandelt.
Elsschot ist einer der wenigen Klassiker der niederländischsprachigen Literatur, der sich sowohl bei Literatur-Genießern als auch beim breiten Publikum großer und andauernder Beliebtheit erfreut. Sein lakonischer Stil, seine souveräne Ironie und seine unsentimentale Themenwahl, die aber Mitleid nicht ausschließt, tragen wohl am meisten dazu bei.
Im Jahr 1995 wurde der Asteroid (6309) Elsschot nach ihm benannt.

## Werke
- Villa des Roses. Roman. Suhrkamp, Frankfurt am Main 1993, ISBN 3-518-22121-3.
- Käse (Kaas). Novelle. Unionsverlag, Zürich 2004, ISBN 3-293-20337-X.
- Leimen (Lijmen). Roman. Unionsverlag, Zürich 2006, ISBN 3-293-20367-1.
- Maria in der Hafenkneipe (Het dwaallicht). Novelle. Unionsverlag, Zürich 2009, ISBN 978-3-293-00410-8.
- Tschip. Übersetzung Gerd Busse. Eupen : Grenz-Echo, 2024 (Tsjip, 1934)